# Eleutherolakonen

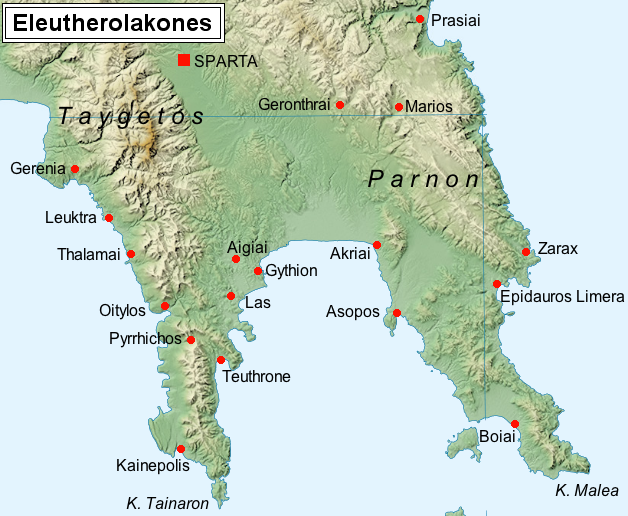
Die Städte der Eleutherolakonen gemäß Pausanias

Die Eleutherolakonen (altgriechisch Ἐλευθερολάκωνες „Freie Lakonen“) waren ein Bund mehrerer ehemaliger spartanischer Periökenstädte an der Küste des Lakonischen Golfes. 

## Geschichte
Die Eleutherolakonen waren ursprünglich von Sparta abhängige Städte, die 195 v. Chr. nach der Niederlage von Nabis von Sparta losgelöst und von den Römern unter den Schutz des Achäischen Bundes gestellt wurden. Spartas Versuche, ihre ehemaligen Periökenstädte zurückzubekommen, scheiterten. 146 v. Chr. bildeten diese Städte erstmals den Bund der Lakedaimonier, der sich seit der Neuorganisation im Jahr 21 v. Chr. von Kaiser Augustus  „Bund der Eleutherolakonen“ nannte. Die einzelnen Mitglieder bildeten selbständige Poleis, von denen einige in der Römischen Kaiserzeit eigene Münzen herausgaben. Der Bund der Eleutherolakonen wurde im Jahre 297 von Kaiser Diokletian aufgelöst, als er das Römische Reich neu organisierte.

## Mitgliedsstädte
Nach Pausanias gehörten zu den ursprünglich vierundzwanzig Städten noch achtzehn Städte zu den Eleutherolakonen:
- auf der Manihalbinsel: Aigiai,  Gythion,  Las,  Teuthrone,  Pyrrhichos,  Kainepolis am Vorgebirge Tainaron, Oitylos,  Leuktra (Mani),  Thalamai,  Alagonia, Gerenia
- auf der Parnonhalbinsel: Asopos,  Akriai,  Boiai,  Zarax,  Epidauros Limera,  Brasiai,  Geronthrai,  Marios